# Alopecosa licenti
Alopecosa licenti là một loài nhện trong họ Lycosidae.
Loài này thuộc chi Alopecosa. Alopecosa licenti được Ehrenfried Schenkel-Haas miêu tả năm 1953.